# Carroll Campbell
Carroll Ashmore Campbell, Jr., född 24 juli 1940 i Greenville i South Carolina, död 7 december 2005 i Lexington County i South Carolina, var en amerikansk republikansk politiker. Han var ledamot av USA:s representanthus 1979–1987 och South Carolinas guvernör 1987–1995.
Campbell studerade vid University of South Carolina och var sedan verksam som fastighetsförmedlare, jordbrukare och affärsman.
Campbell efterträdde 1979 James Robert Mann som kongressledamot och efterträddes 1987 av Liz J. Patterson. Han efterträdde därefter Richard Riley som South Carolinas guvernör och efterträddes 1995 i guvernörsämbetet av David Beasley.
År 2001 meddelade Campbell att han hade drabbats av Alzheimers sjukdom. Han avled 2005 och gravsattes på All Saints Episcopal Church Cemetery i Georgetown County.